# José Alemany Bori
José Alemany Bori (Blanes, La Selva, 1895 - Provincetown, Estats Units, 1951) fou un psicòleg i fotògraf català.
Fill d'una familia de classe amb interessos intel·lectuals i nacionalistes, durant el seu període de formació va rebre la influència de l'esperit noucentista que hi havia a Catalunya en aquella època. Gran apassionat de la literatura, Alemany parlava diverses llengües.
Més endavant, als Estats Units, va ingressar a la Universitat de Colúmbia per estudiar psicologia. Amb el temps va esdevenir professor i va donar classes en diverses universitats, passant períodes a San Francisco i Nova York.
El 1926 es va establir definitivament a Pittsburgh, exercint de professor de llengua moderna i sociologia al Carnegie Institute of Technology.
No va ser fins que tenia 40 anys que es va interessar per la fotografia, especialment entre 1935 i 1945. Al Museu Nacional d'Art de Catalunya es conserven dos fotografies seves: From the right bank of the Alleghaby i Sense títol, fetes totes dues entre 1930 i 1939.